# Betsson
Betsson – jeden z największych portali internetowych oferujących e-rozrywkę czyli gry hazardowe on-line.
Betsson oferuje swojej rzeszy ponad 2 milionów Użytkowników e-rozrywkę w postaci gier hazardowych i strategicznych takich jak: poker, zakłady bukmacherskie, giełda zakładów, gry kasynowe (ruletka, maszyny wrzutowe, bakarat, video poker, etc.), bingo, eZdrapka, Parkiet i inne.

## Historia
Serwis jest dostępny w wersji polskojęzycznej od 2 marca 2006 roku.
Firma Betsson została założona w 2001 roku przez 3 Szwedów mieszkających w tamtym czasie w Londynie: Fredrika Sidfalka, Andersa Holmgrena oraz Henrika Bergquista. W 2002 roku zostały udostępnione jednocześnie wersje angielska i szwedzka portalu.
Obecnie dostępne są następujące wersje językowe: polska, angielska, szwedzka, norweska, fińska, niemiecka, czeska, turecka, islandzka, duńska, francuska, włoska, grecka, hiszpańska, serbska, peruwiańska, portugalska, węgierska
Betsson.com ma już ponad 2 miliony zarejestrowanych użytkowników i jest jedną z najdynamiczniej rozwijających się firm w tym sektorze.
W latach 2007/2008 Betsson sponsorował w Polsce siatkarzy: Piotra Gruszkę i Agatę Mróz, aż do jej tragicznej śmierci 4 czerwca 2008 roku.
W styczniu 2008 roku Betsson.com był oficjalnym sponsorem oprawy artystycznej Pucharu Świata w Zakopanem.
Do września 2009 ambasadorem pokera na Betsson.com był Piotr "Liroy" Marzec.
Betsson w Polsce walczy o unormowanie sytuacji prawnej e-rozrywki poprzez szeroko zakrojone działania public relations oraz lobbing na rzecz zmian w ustawie o grach losowych. Jest również jednym z nielicznych serwisów, które przestrzegają przed traktowaniem e-rozrywki jako sposobu na zarabianie pieniędzy co może prowadzić do uzależnienia od hazardu.
Prezesem spółki Betsson Malta Ltd. jest Magnus Silfverberg.
Betsson Malta Ltd. należy w 100% do firmy Betsson AB notowanej na giełdzie w Sztokholmie.